# Vladimir Ern
Vladimir Frantzevitch Ern ou Oehrn (Владимир Францевич Эрн), né le 5 (17) août 1882 à Tiflis et mort le 29 avril (12) mai 1917 à Moscou est un philosophe russe qui s'opposa au rationalisme nihiliste et méoniste.

## Biographie
Vladimir Ern naît dans une famille d'origine allemande russifiée dont le père Frantz Oehrn (1838-1913) est envoyé en Transcaucasie pour diriger le service pharmaceutique militaire. Il poursuit ses études de philosophie en 1900-1904 à l'université de Moscou et atteint ensuite le grade de privat-dozent puis de professeur. Il est l'un des fondateurs de la Société philosophique et religieuse en mémoire de Soloviev de Moscou, dont il participe activement aux travaux et au sein de laquelle il donne des cours sur le socialisme et le christianisme par exemple. Il participe aussi à la maison d'édition La Voie fondée par Margarita Morozova où il publie un ouvrage sur l'œuvre de Grigori Skovoroda.
Vladimir Ern défend sa thèse magistérielle en 1914 intitulée « Rosmini et sa théorie de la connaissance ». Il prépare sa thèse de doctorat « La Philosophie de Gioberti » qu'il n'a pas le temps de défendre, car il meurt d'une néphrite en 1917.

## Publications
- La Relation du christianisme avec la propriété, 1906
- Socialisme et conception générale du monde, 1907
- Le Christianisme, 1909
- Le Combat pour le Logos, 1911
- La Gnoséologie de Vladimir Soloviev, 1911
- Grigori S. Skovoroda. Sa vie et son enseignement, 1912
- La Critique kantienne du concept de vérité, 1912
- Tolstoï contre Tolstoï, 1912
- Rosmini et sa théorie de la connaissance, 1914
- La Nature de la pensée scientifique, 1914
- Le Sabre et la Croix, 1915
- La Philosophie de Gioberti, 1916
- Analyse de la lettre du Saint-Synode à propos du Nom de Dieu, 1917
- La Compréhension suprême de Platon, 1917

## Source
- (ru) Cet article est partiellement ou en totalité issu de l’article de Wikipédia en russe intitulé « Эрн, Владимир Францевич » (voir la liste des auteurs).